# Município de Salem (condado de Ottawa, Ohio)
O município de Salem (em inglês: Salem Township) é um município localizado no condado de Ottawa no estado estadounidense de Ohio. No ano de 2010 tinha uma população de 5.371 habitantes e uma densidade populacional de 68,58 pessoas por km².

## Geografia
O município de Salem encontra-se localizado nas coordenadas 41° 29′ 52″ N, 83° 07′ 04″ O. Segundo o Departamento do Censo dos Estados Unidos, o município tem uma superfície total de 78.31 km², da qual 75.13 km² correspondem a terra firme e (4.06%) 3.18 km² é água.

## Demografia
Segundo o censo de 2010, tinha 5.371 habitantes residindo no município de Salem. A densidade populacional era de 68,58 hab./km². Dos 5.371 habitantes, o município de Salem estava composto pelo 97.11% brancos, o 0.34% eram afroamericanos, o 0.11% eram amerindios, o 0.2% eram asiáticos, o 0.02% eram insulares do Pacífico, o 0.69% eram de outras raças e o 1.53% pertenciam a duas ou mais raças. Do total da população o 3.76% eram hispanos ou latinos de qualquer raça.